# 富民協会
富民協会（ふみんきょうかい）は、1927年（昭和2年）、本山彦一によって設立された財団法人である。
本山の大阪毎日新聞（現：毎日新聞大阪本社）勤続40年の功労金50万円のうちの20万円と、本山所有の朝鮮の水田および畑、計265町9反5畝（時価30万円）が基本財産になった。
農事開発のため、試験農場の経営、米麦の多収穫奨励、農民芸術品の展覧、精農、優良農事組合の表彰、その他全国の農村青年を集め農業経営改善の講習会を開くなど日本農業界の向上進歩に資するとした。
同会は、2004年7月解散した。

## 出版社としての活動
1929年から『富民協会報』を発行。1936年から1959年まで断続的に、月刊誌『富民』を発行した。1959年から1989年12月まで、毎日新聞社を発売元として後継の月刊誌『農業富民』を発行。1990年1月から同誌を『Fumin』に改題して発行を続けたが、1998年3月に休刊した。
また、単行本の発行にも力を注ぎ、1930年の『富民叢書〈第1-3集〉』以来、『秋播草花の作り方』（野間守人著、1933年）、『柑橘と柿・栗の実利的栽培法』（富樫常治著、1933年）、『昭和農業発達史』（1937年）、『新農家宝典』（1947年）、『国土はこうして創られた?八郎潟干拓の記録』（1974年）、『新農業便覧』（1978年）、『転作に有利な野菜』（富民技術選書、1978年）、『田舎暮らし大募集. 紫の編』（田舎暮らしネットワーク、1999年）、『地域農林経済研究の課題と方法』（地域農林経済学会、1999年）、『農業経営発展と投資・資金問題』（稲本志良・辻井博著、2000年）、『絵をみてつくれる冷凍食品ガイドブック』（松井克己著、2000年）など多くの農業関係の書籍を発行したが、2001年以降、出版活動をほぼ停止した。

## 農業博物館
富民協会では農業博物館を設置した。農業の大衆教育には欠けるところがあるのは遺憾であるとして、一般大衆に農業知識を普及涵養し、日本の進歩発達に後見するのが目的である。大阪府の堺市と高石市（当時は泉北郡高石町）に跨る「浜寺公園」内に建設を企て、1932年（昭和7年）1月10日に起工、8月に竣工、開館した。鉄筋コンクリート造3階建、日本インターナショナル式という様式。建坪340坪、延坪900坪。
1階および2階は陳列室で、第1室は土壌肥料部で、土壌および肥料にかんするもの第2室は農産部で、普通作物、品質改良、園芸、工芸作物に関するもの、第3室は副業部で、農村手工芸、養鶏、養畜、一般副業に関するもの、第4室は農政経済部で、農業統計、農業経営、農産物販売、農業行政、比較農業に関するもの、第5室は植民地農業に関する資料を展列し、3階には本山が収集した考古学上の参考品を陳べる本山考古室があり、ほかに大講堂、講義室、大露台がある。
本建物は戦後の1947年（昭和22年）4月22日に高石町立中学校（高石市立高石中学校）の校舎となり、1947年（昭和22年）10月に改装工事が完工した。高石中学校が現在の校地に移転後は、大阪府羽衣青少年センターとして利用され、現在は取り壊され現存しない。